# Bilaspur (huyện)
Huyện Bilaspur là một huyện thuộc bang Chhattisgarh, Ấn Độ. Thủ phủ huyện Bilaspur đóng ở Bilaspur. Huyện Bilaspur có diện tích 8270 ki lô mét vuông. Đến thời điểm năm 2001, huyện Bilaspur có dân số 1993042 người.